# 大橋壮多
大橋 壮多（おおはし そうた、1948年2月24日 - ）は日本の男性俳優。劇団・浪花人情紙風船団所属。

## 来歴・人物
かつては大部屋俳優として数多くの時代劇において主に端役を中心に活躍。
小悪党のような役柄が多かったが、大岡越前（第7部）などでは善人役でレギュラー出演していた。
近年は活動の中心を舞台へ移している。

## 主な出演作品

### テレビドラマ
- 仮面の忍者 赤影 第9話「不死身の魔像」（1967年、KTV）
- 野次馬がいく 第16話「戦え!勝手に」（1968年、NET）
- 素浪人花山大吉（NET） 
  - 第13話「寝ながら地図を描いていた」（1969年）
  - 第42話「大めし喰らって弱かった」（1969年）
  - 第99話「お人好しが過ぎていた」（1970年）
- 緋剣流れ星お蘭 第12話「これからが本番よ!」（1969年、NET）
- 天を斬る（1969年、NET）
- 清水次郎長 第15話「腹ペコお相撲仁義」（1971年、CX）
- 隼人が来る 第18話「謎の御用金」（1972年、CX）
- 部長刑事（ABC）
  - 第732話「第五の男」（1972年）
  - 第841話「鼠（ねずみ）」（1974年）
  - 第843話「殺人者の海」（1974年）
  - 第855話「ねらわれた甘いルート」（1975年）
  - 第869話「悲惨!悪魔の針先」（1975年）
  - 第891話「10日間戦争ヨーイヤサ!」（1975年）
  - 第894話「義理と人情がマスターキー」（1975年）
  - 第931話「背中の唐獅子が笑ってた」（1976年）
  - 第959話「おどし」（1977年）
  - 第1023話「生きた化石を食った奴」（1978年）
  - 第1043話「なにわチンピラブルース」（1978年）
  - 第1047話「生け生けボンボン」（1978年）
  - 第1283話「113号事件」（1983年）
  - 第1338話「あと30分に賭けろ」（1984年）
  - 第1486話「ペテン師の青い空」（1987年）
  - 第1532話「10年目の悪女」（1988年）
- 銭形平次（1972年、CX / 東映） - 壮吉 ※レギュラー
- 遠山の金さん捕物帳（NET）
  - 第59話「次郎長を振った女」（1971年） - 大政
  - 第70話「笑って消えた」（1971年） - 三公
  - 第157話「顔のつぶれた男」（1973年）
- 素浪人 天下太平 第23話「あの町、この町 影法師」（1973年、NET）
- ご存知遠山の金さん 第4話「竜の首が恋をした」（1973年、NET）
- ご存じ金さん捕物帳 第14話「みかんの里から来た山男」（1974年、NET） - 牛松
- 斬り抜ける 第9話「男は耐えていた」（1974年、TBS） - 岩次郎
- お耳役秘帳（1976年、KTV） - どて金 ※レギュラー
- 十手無用 九丁堀事件帖 第17話「九丁堀危機一髪」（1976年、KTV）
- 桃太郎侍（NTV）※高橋英樹版
  - 第35話「鬼がひしめく青梅宿」（1977年） - 与吉
  - 第151話「白い肌に御用心」（1979年）
- 女の劇場 / うどん一代（1977年、NTV）
- 疾風同心 第25話「傷だらけの恋」（1978年、12Ch） - 大男
- 刑事鉄平 第7話「一平誘拐!報復のバラード」（1979年、FNS）
- 遠山の金さん 第4話「泣いて笑って艶姿」（1979年、NET）- 哲
- 必殺シリーズ（ABC /松竹）
  - 必殺仕掛人 第19話「理想に仕掛けろ」（1972年） - 万五郎
  - 必殺仕置人（1973年） 
    - 第9話「利用する奴される奴」 - 三吉
    - 第5話「仏の首にナワかけろ」 - 三ン下

  - 助け人走る
    - 第4話「島抜大海原」（1973年） - 仙八
    - 第15話「悪党大修行」（1974年） - 瓦版売り

  - 暗闇仕留人（1974年）
    - 第12話「大物にて候」 - 辰吉
    - 第22話「怖がられて候」 - 丑松

  - 必殺からくり人 第2話「津軽じょんがらに涙をどうぞ」（1976年） - 弥蔵の配下
  - 必殺仕業人（1976年）
    - 第11話「あんたこの根性をどう思う」 - 下っ引き
    - 第24話「あんたこの替玉をどう思う」 - 岡っ引き

  - 必殺仕置屋稼業
    - 第15話「一筆啓上 欺瞞が見えた」（1975年） - 又七
    - 第23話「一筆啓上 墓穴が見えた」（1976年） - 子分

  - 新・必殺仕置人
    - 第20話「善意無用」（1977年） - 喜助
    - 第38話「迷信無用」（1978年） - 瓦版売り

  - 江戸プロフェッショナル・必殺商売人 第11話「女体が舞台の弁天小僧」（1978年） - 半吉
  - 翔べ! 必殺うらごろし（1978年）
    - 第6話「男にかけた情念で少女は女郎に化身した」 - 酔客
    - 第15話「馬が喋った!あんた信じるか」 - ネコ

  - 必殺仕事人
    - 第12話「三味の音は七つの柩のとむらい唄か?」（1979年） - 与助
    - 第30話「酔技 田楽突き」（1980年） - 八百屋
    - 第35話「飛技 万才踊り攻め」（1980年） - 手品師
    - 第41話「織技 重ね裏返し」（1980年） - 茂平

  - 新・必殺仕事人
    - 第22話「主水 浮気する」（1981年） - 兵六
    - 第40話「主水 ケチに感心する」（1982年） - 松浦作之進
    - 第51話「主水 ビックリする」（1982年） - 権八

  - 新・必殺仕舞人 第8話「その手は桑名の焼蛤」（1982年） - 己吉
  - 必殺仕切人 第18話「もしもソックリの殺し屋が現れたら」（1984年） - 相撲取り
  - 必殺仕事人IV
    - 第17話「勇次 吉原遊女に惚れられる」（1984年） - 牛太郎
    - 第43話「秀夕陽の海に消える」（1984年） - 吉蔵

  - 必殺仕事人V
    - 第11話「主水、送別会費を全額盗まれる」（1985年） - 兵六
    - 第21話「組紐屋の竜 右足を痛める」（1985年） - 音松

  - 必殺仕事人V・激闘編
    - 第8話「初夢、千両殺し」-蛸平
    - 第30話「主水、年上妻にあこがれる」（1986年） - 仙七

  - 必殺仕事人V・旋風編 第12話「主水、ネズミ捕りにかかる」（1986年） - 音吉
  - 必殺剣劇人 第1話「寄らば斬るぞ!」（1987年） - 岡場所の客
  - 必殺スペシャル・春一番 仕事人、京都へ行く 闇討人の謎の首領!（1989年） - 泥棒市商人
  - 必殺仕事人・激突! 第7話「江戸繁盛の裏の顔」（1991年） - 松五郎
- お命頂戴! 第13話「左門殺し屋変化」（1981年、TX）
- 吉宗評判記 暴れん坊将軍 第1シリーズ 第178話「土俵に賭けた舞扇」（1981年、ANB） - 伝吉
- 斬り捨て御免! 第3シリーズ 第5話「やわ肌が乱れる地獄島潜入」（1982年、TX）
- 大岡越前（TBS / C.A.L）
  - 第3部 第9話「盗っ人仁義」（1972年） - お米の子分
  - 第4部 第4話「祝言」（1974年）
  - 第7部（1983年） - 留吉 ※レギュラー
- 遠山の金さん (高橋英樹) 第79話「飛燕の張り竹・女染め師お貞!」（1983年、テレビ朝日）
- 岡っ引どぶIV 第4話「謎の凧あげ連続殺人事件」（1983年、CX）
- 京都マル秘指令 ザ新選組 脅迫5「女子高生を丸坊主にするぞ!」（1984年、ABC）
- ドラマ人間模様 家族あわせ 第4話「お富さん」（1985年、NHK）
- 江戸を斬る（TBS / C.A.L）
  - 江戸を斬るVII 第19話「弱虫駕籠屋の逆襲」（1987年）
  - 江戸を斬るVIII 第8話「悪たれ婆さんの涙」（1994年）
- 水戸黄門（TBS / C.A.L）
  - 第4部
    - 第10話「あの紅が憎い・天童」（1973年） - 子分
    - 第28話「庄助さんの娘・会津若松」（1973年） - やくざ

  - 第5部 第7話「盗まれた路用金・富山」（1974年） - 風呂番
  - 第6部 第3話「よみがえった男・人吉」（1975年）- 馬六の子分
  - 第7部 第11話「津軽こぎん・弘前」（1976年）- 百姓
  - 第8部 第21話「黄門さまも人の親・高松」（1977年） - 商人
  - 第13部 第18話「網にかかった悪い雑魚・石州・浜田」（1983年）- 庄八
  - 第17部 第8話「老公爆殺危機一髪・鳥羽」（1987年）-  太蔵
  - 第19部 第3話「鬼と呼ばれて恩返し」（1989年）- 魚屋
  - 第23部 第13話「姫様狙う悪の罠・福井」（1994年）
  - 第25部 第40話「天から降って来た娘・白河」（1996年） - 伊助
  - 第28部（2000年）
    - 第1話「五十三次世直し旅 -品川-」- 旅籠の番頭
    - 第12話「女三人 崖っぷち勝負! -鳴海-」- 魚勝

  - 第29部 第20話「岸壁に祈る母 -柏崎-」（2001年）
  - 第31部 第12話「商売繁盛笹もってこい -兵庫-」（2002年） - 八百寅
- NHK連続テレビ小説
  - 火の国に（1976年、第18作）
  - 心はいつもラムネ色（1984年、第33作）
  - 純ちゃんの応援歌（1988年 - 1989年、第41作）第113回 - 客
  - ええにょぼ（1993年、第49作）
  - やんちゃくれ（1998年、第59作） - 山内先生
  - あすか（1999年、第61作）
  - まんてん 第5週「たまがったぁー なにわの女師範」（2002年、第67作） - 黒田食堂の客
  - おむすび（2025年、第111作）第73回 - 田中稔
- 天下茶屋のハッちゃん（1988年 - 1989年、NHK）
- 翔んでる!平賀源内 第12話「天下一品南蛮揚げ」（1989年、TBS）
- 鞍馬天狗（TX）
  - 第40話「疑惑の逃走」（1990年）
  - 第50話「竜馬暗殺!」（1991年） - 藤吉
- 神谷玄次郎捕物控 第11話「霧の果て」（1990年、KTV）
- 月影兵庫あばれ旅 第2シリーズ 第7話「身がわり弁之介」（1990年、TX）
- あばれ八州御用旅 第6話「鬼の首の弥藤次」（1990年、TX） - 梅吉
- 近松青春日記 第2話「幼なじみ」（1991年、NHK大阪放送局） - 手代
- 鬼平犯科帳 第3シリーズ（1991年 - 1992年、CX / 松竹）
  - 第2話「剣客」 - 市兵衛
  - 第14話「二つの顔」
- 八百八町夢日記 第2シリーズ 第32話「夢之介が賭けた男」（1992年、NTV）
- 土曜ワイド劇場 京都殺人案内 第22作「高千穂から消えた美女と夜神楽の謎」（1996年、ABC）
- 剣客商売 第1シリーズ 第1話スペシャル「父と子と」（1998年、CX）※藤田まこと版
- テレビ熊本開局30周年記念番組 / 未来を見つめた幕末の英雄「横井小楠」（1998年、TKU） - 矢島源助
- NHKドラマ館「ようこそミセス再出発セミナーへ」（1998年、NHK）
- 次郎長三国志 第3部「恋女房 お蝶の死」（2000年、TX）
- 巷説百物語シリーズ 第4話「福神ながし」（2000年、WOWOW） - 大黒天
- ドラマ家族模様 バブル（2001年、NHK）
- 警部補マリコ 第19話「宮根アナ 危機一髪!」（2001年、ABC）
- 新・ズッコケ三人組 第1話「それいけズッコケ三人組」（2002年、NHK） - 泥棒
- 八丁堀の七人 第4シリーズ 第1話「目撃証言を拒む少女」（2003年、ANB）

### 映画
- でっかいでっかい野郎（1969年、松竹） - 清掃作業員A
- とめてくれるなおっ母さん（1969年、松竹） - 川島八郎
- 喜劇 女は度胸（1969年、東宝） - 太一
- 喜劇 右むけェ左!（1970年、東宝） - 太井次郎
- 夕陽が呼んだ男（1970年、松竹） - 大関
- 喜劇 昨日の敵は今日も敵（1971年、東宝） - 太井次郎
- ラグビー野郎（1976年、東映） - 米山

### テレビアニメ
- じゃりン子チエ（1981年） - 地獄組のボス、ボスの弟

### ラジオドラマ
- 南海幻想（1986年、NHK-FM）
- 中身のつまった抜け殻（1996年、NHK-FMシアター）

### 舞台
- 劇プロジェクト島To薫「昭和食堂」（2009年）
- 浪花人情紙風船団ペーパーバルーン公演
  - 第7回公演「負けてもイギョラ!!」（2007年6月28日 - 7月1日 / ワッハ上方 ワッハホール）
  - Shoot.4「銀の靴の踵を鳴らして…」（2010年6月3日　6日 / ワッハ上方 ワッハホール）
  - 第15回公演「天空からの応援歌」（2015年4月9日 - 12日 / 近鉄アート館） - 大黒天
  - 第16回公演「まちあいしつであいましょう」（2016年4月7日 - 10日 / 近鉄アート館）

など

### その他
- パチンコ・パチスロ じゃりン子チエ（レイモンド飛田）